# Francesco Paolo Glorioso
Francescopaolo Glorioso (Roma, 3 dicembre 1923 – Roma, 18 gennaio 2022) è stato un giornalista italiano.

## Biografia
Dopo aver partecipato alla Resistenza a Roma con il gruppo Montezemolo, si è arruolato nel IX Reparto d'assalto (gli arditi di Boschetti) che operava  nel 68º Reggimento fanteria "Legnano" del Corpo italiano di liberazione. 
Tornato a Roma dopo due anni di fronte ha cominciato la professione di giornalista politico. Ha lavorato al Giornale d'Italia di Santi Savarino. Al "Mondo" di Mario Pannunzio, con servizi giudicati di notevole rilievo "tanto a livello di inchiesta giornalistica che di analisi sociologico-elettorale". All'"Espresso" di Arrigo Benedetti, con inchieste tra cui L'Africa in casa (insieme con Eugenio Scalfari, Livio Zanetti e altri) e I padroni dell'università. Al "Messaggero", dove pubblicò tra l'altro un articolo sui coloranti nell'industria alimentare che provocò nel 1962 un'interrogazione parlamentare di Agostino Pavan. Al "Caffè" di Giambattista Vicari, per "Il Secolo XIX"  e per "Sapere" . È stato capo della redazione politica romana del "Giorno" di Gaetano Baldacci. Autore per la Rai di programmi tra cui Uomini e scienze (per la regia di Andrea Camilleri), inchieste tra cui I diritti della difesa del 1966 e Viaggio in estremo oriente del 1972, documentari come La donna nella Resistenza del 1965 per la regia di Liliana Cavani. 
Nella veste di inviato ha viaggiato nei cinque continenti (Pacifico incluso). Con interviste a intellettuali come Toynbee, Adorno, Samuelson, Schlesinger, Pauling, Morin, Jacob, Dos Santos, Monod, Fornari, Mazzarino, e molti altri. Alcuni dei quali come Marcuse e Bukowski all'epoca pressoché sconosciuti in Italia.  
Dagli anni 2000 è stato l'editore del sito web '"materialismo&dialettica" (materialismo-dialettica.it).